# Brothers (film indien, 2015)
Pour les articles homonymes, voir Brothers.
Pour plus de détails, voir Fiche technique et Distribution.
Brothers, aussi titré Brothers: Blood Against Blood, est un film d'action dramatique indien, réalisé par Karan Malhotra (en), sorti le 15 août 2015.
Il s'agit d'une reprise du film américain Warrior (2011).

## Synopsis
L'histoire commence en pleine bagarre de rue à Bombay. Le président sportif Peter Braganza (Kiran Kumar (en)) exprime son désir de faire des combats de rue un sport légal et décide d'ouvrir une ligue intitulée Right 2 Fight (R2F). Pendant ce temps, en prison, Garson Fernandes, alias « Gary » (Jackie Shroff), un ancien alcoolique et ancien professionnel d'arts martiaux mixtes (MMA) en réhabilitation, est arrivé au terme de sa peine de prison et son fils cadet Monty (Sidharth Malhotra) vient le chercher. Monty devient tendu lorsque son père demande des nouvelles de son fils aîné David et l'emmène chez lui. Sur place, Gary agit comme protecteur de tous les biens de sa femme Maria, décédée il y a plusieurs années. David (Akshay Kumar), devenu professeur de physique, a une fille souffrant d'une maladie rénale. Incapable de trouver légalement l'argent pour la soigner, il participe à des combats de rue. Cela inquiète cependant sa femme Jenny (Jacqueline Fernandez). Pendant ce temps, Gary, qui manque à sa femme Maria (Shefali Shah), commence à avoir des hallucinations à son sujet. Gary essaie alors de rencontrer David, mais ce dernier finit par se mettre en colère et jette Monty et Gary hors de chez lui.
Il est ensuite révélé que Monty est l'enfant illégitime de Gary. Maria aime néanmoins Monty autant que David. Les deux frères ont connu une relation étroite et aimante jusqu'à ce que David ait 18 ans et Monty 15 ans. La nuit du quinzième anniversaire de Monty, Gary est rentré chez lui ivre et s'est excusé auprès de Maria pour avoir détruit sa famille, mais l'appelle Sarah, du nom de sa maîtresse, au lieu de Maria. Celle-ci, énervée, confronte Gary sur ce sujet. Dans un état ivre, Gary frappe Maria qui est blessée et décède. David, furieux, pousse Gary. Quand Monty s'approche de Maria, David le repousse également, tenant son père et son frère autant responsable l'un que l'autre de la mort de sa mère. Cela crée ainsi une faille entre Gary, Monty et David.
David perd plus tard son travail à l'école lorsque le principal Shobhit Desai (Kulbhushan Kharbanda) apprend qu'il participe à des combats de rue. Monty, qui veut également en faire, est alors présenté à Suleiman Pacha (Ashutosh Rana (en)), un agent de combattants. Suleiman prépare ainsi un combat contre Mustafa mais Monty est vaincu. Cela enrage Gary et Monty qui décident d'une revanche avec Mustafa lors de laquelle Monty vainc Mustafa et gagne son entrée dans la ligue R2F de Peter. La vidéo du combat est publiée sur YouTube et Monty devient bientôt un phénomène d'internet. Il suit ensuite une formation pour devenir champion de la R2F. Pendant ce temps, David décide également de devenir combattant à temps plein et Jenny l'encourage à le faire. Suleiman forme David et prépare un prochain combat tandis que Monty célèbre sa victoire dans un bar. David est bientôt victorieux de ce combat. La ligue R2F devient rapidement une sensation et des combattants du monde entier montrent leur intérêt. Finalement, les frères David et Monty arrivent jusqu'à la finale.
Gary, se sentant coupable, sort de l'arène car il pense qu'il est responsable du conflit entre les frères. Pasha conseille à David de ne pas laisser sa relation avec Monty s'opposer à sa victoire. Le duel commence. David et Monty se combattent férocement, mais David finit finalement par briser l'épaule de Monty. Il s'inquiète immédiatement pour son jeune frère, mais Pacha lui demande de continuer à se battre et de ne pas se soucier du bras de Monty. Gary se précipite vers David et s'excuse pour ses erreurs. Il demande à David de ne pas sortir sa colère contre lui sur Monty et lui rappelle que Monty est son frère. David, déjà perturbé, se tourne vers Monty et se remémore leur jeunesse. Monty, d'autre part, accepte de continuer le match malgré son épaule cassée et une baisse de vision. Le combat se poursuit. David renverse Monty une fois de plus. Alors qu'il le garde plaqué au sol, il lui demande d'arrêter de se battre. Monty lui répond que David a toujours pensé uniquement à lui-même alors qu'il s'est éloigné de lui après la mort de Maria et lui demande de continuer à frapper. David est débordé de culpabilité et de chagrin. Ému aux larmes, il s'excuse. En voyant cela, Monty abandonne et permet à son frère de gagner le tournoi. Monty se réconcilie avec David et les deux frères se serrent dans les bras.

## Distribution
- Akshay Kumar : David Fernandes
- Sidharth Malhotra : Monty Fernandes
- Jacqueline Fernandez (VF : Tania Garbarski) : Jenny Fernandes
- Jackie Shroff (VF : Richard Darbois) : Garson Fernandes, dit « Gary »
- Shefali Shah : Maria Fernandes
- Meghan Jadhav (en) : David Fernandes (adolescent)
- Prateik Bhanushali : Monty adolescent
- Ashutosh Rana (en) : Suleiman Pasha
- Kiran Kumar (en) : Peter Braganza (ancien champion de MMA devenu président sportif)
- Kulbhushan Kharbanda : le principal Shobhit Desai
- Raj Zutshi : Baaz Raut, ex-combattant - commentateur 1
- Kavi Shastri : Sachin Nehra, journaliste sportif - commentateur 2
- Ashok Lokhande : le meilleur ami de Gary et l'entraîneur de Monty
- Harssh A. Singh : Santosh Desai, le présentateur de journal
- Naisha Khanna : Poopoo
- Conan Stevens: Luca
- Zubin Vicky Driver : Swami
- Abbas Hyder : Suleman
- Honey Sharma : Mustafa
- Ramneeka Dhillon Lobo : Suzan
- Kareena Kapoor : apparition spéciale lors de la chanson Mera Naam Mary Hai

## Production

### Développement
Le film est annoncé fin août 2014. Le producteur Karan Johar annonce le projet sur sa page Twitter,. Les chorégraphes Eric Brown et Justin Yu de Los Angeles sont chargés des cascades du film et des séquences de combat,.
Pour son rôle de combattant de MMA, Kumar a suivi un régime spécifique pour prendre du poids et a publié les vidéos de son entraînement. Il a également suivi une formation sur plusieurs mois de plusieurs arts martiaux dont le judo, le kyūdō , l'aïkido et le karaté,.
L'acteur Sidharth Malhotra a suivi des sessions de formation au ju-jitsu et à l'aïkido et a pris 10 kg pour son rôle.

### Promotion
Vroovy, une coentreprise de Bollywood Hungama (en) et Gameshastra, édite le jeu-vidéo Brothers: Clash of Fighters sur Android,.

## Musique
La bande-son de l'album est composée par le duo Ajay−Atul (en) tandis que les paroles sont écrites par Amitabh Bhattacharya (en). Le critique Joginder Tuteja de Bollywood Hungama (en) donne 3 étoiles sur 5 en écrivant que la « musique de Brothers ne satisfait pas vraiment quand il s'agit de faire un grand album. Cependant, du point de vue de la situation, les musiques s'avèrent idéales pour la plupart d'entre elles. Attendez-vous à ce que la musique de Brothers vous touche en regardant le film ». Kasmin Fernandes de Times of India donne également 3 étoiles sur 5 avec une critique plus mitigée.
| Brothers | Brothers                      | Brothers                     | Brothers | Brothers | Brothers | Brothers | Brothers | Brothers | Brothers |
| No       | Titre                         | Auteur                       | Durée    |          |          |          |          |          |          |
| -------- | ----------------------------- | ---------------------------- | -------- | -------- | -------- | -------- | -------- | -------- | -------- |
| 1.       | Brothers Anthem               | Vishal Dadlani               | 5:53     |          |          |          |          |          |          |
| 2.       | Gaaye Jaa (version féminine)  | Shreya Ghoshal               | 5:42     |          |          |          |          |          |          |
| 3.       | Sapna Jahan                   | Sonu Nigam, Neeti Mohan (en) | 5:41     |          |          |          |          |          |          |
| 4.       | 5:41                          | Chinmayi (en)                | 5:11     |          |          |          |          |          |          |
| 5.       | Gaaye Jaa (version masculine) | Mohammed Irfan (en)          | 5:29     |          |          |          |          |          |          |
| 27:56    |                               |                              |          |          |          |          |          |          |          |

## Réception critique
Jacqueline Fernandez reçoit une acclamation critique pour son rôle dont on dit qu'il est alors sa meilleure performance. L'analyste commercial Komal Nahta (en) déclare : « Dans l'ensemble, Brothers, un film sur les arts martiaux mixte, peut apporter des résultats mitigés, mais finit par être valable pour tous les investisseurs, en particulier pour son exploitation dans les multiplex et les cinémas à écran unique, et dans les centres de classe « A », « B », « C » et « D » ». Le critique de film Subhash K Jha donne 4 étoiles sur 5 et déclare : « Brothers peut ne pas plaire à ceux qui cherchent à rire en période de désespoir. Il y a peu de place pour les sourires dans cette sombre histoire sanglante et séduisante de destruction et de rédemption narrée dans un style sans concessions qui permet des dérivations et des innovations sans excuses ou déclaration de gène ». The Times of India donne 3 étoiles sur 5. Bollywood Hungama (en) donne également 3 étoiles sur 5. Koimoi (en) donne 2,5 étoiles sur 5. Le critique de film Raja Sen (en) écrit sur Rediff.com : « Pesant 158 minutes insupportables, Brothers est près de 600 fois plus long qu'une victoire de Ronda Rousey- et pas un millionième excitant ». Sen passe en revue les personnages du film et conclut : « Mais c'est tout ce dont ce film dispose, un Kumar surexcité et un combat intense qui finit par une soudaine séquence d'émotion. Tout le reste est épuisant ». Il donne 1,5 étoiles sur 5. Saibal Chatterjee de NDTV India (en) écrit : « Malgré tout le battage publicitaire,  Brothers , en cherchant à nous toucher à la jugulaire, frappe bien au-dessous de son poids. Il fait tellement de bruit que toute émotion qu'il essayerait de faire passer sur le lien fraternel et la fidélité filiale est complètement noyé dans les décibels. Apportez vos bouchons d'oreille en regardant le film ». Il donne 2,5 étoiles sur 5. Anuj Kumar de The Hindu note : « Le problème est, qu'il s'agisse d'émotion ou d'action, que Karan ne se presse pas pour dire « Coupé ! ». Parfois, il cherche à déclencher l'émotion, mais certaines fois, la réalisation compliquée gâche les combats. La musique est déprimante. Kareena Kapoor mérite une meilleure chanson et chorégraphie pour son apparition spéciale ». Shubhra Gupta de The Indian Express résume : « Akshay Kumar, Sidharth Malhotra alourdit le film par sa mauvaise humeur ». Le critique Deepanjana Pal déclare : « Akshay Kumar est chaud mais avec Jackie Shroff et Sidharth Malhotra comme partenaire, ce film est un fouillis chaud. D'autres films du même genre et Bollywood auront réussi ce qu'aucun arrangement ne peut apporter, la liberté de copier librement. Parce que si Gavin O'Connor, qui a réalisé et co-écrit Warrior, voyait comment son histoire est massacrée, il pourrait se lancer dans une campagne affirmant que les droits de propriété intellectuelle ont été bafoués, il est préférable pour Hollywood de ne pas être associé à des reprises de Bollywood ». Martin D'souza de Glamsham écrit « Le chorégraphe des combats peut donner l'impression que Brothers est bien » et donne 2 étoiles sur 5. Subhash K. Jha (en) de Skjbollywoodnews déclare qu'il s'agit « certainement de l'une des meilleures performances d'Akshay Kumar » et donne 4 étoiles sur 5.

## Box-office
Brothers réalise 520 millions de roupies (environ 7 millions €) lors de son premier week-end en Inde. Le film totalise 2,03 millions € de recettes à l'international. En ajoutant les revenus en Inde de l'ordre de 703 millions de roupies (environ 10 millions €) après la première semaine, les recettes mondiales de Brothers se situent autour d'un milliard de roupies (environ 14 millions €) au box-office,.

### En Inde
En plein saison où les films commencent à bien marcher au box-office, Brothers réussi à trouver son public pendant le week-end. Si ses débuts sont bons, sinon phénoménaux, le reste du week-end est également excellent. Le samedi sera toujours le moment clé et le film de Karan Malhotra (en) parvient à engranger 210 millions de roupies (2,8 millions €). Le dimanche ne connait pas autant de succès que le samedi, mais est toujours meilleur que le vendredi, de sorte que le film totalise 520 millions de roupies (7 millions €) de recettes une fois de week-end terminé. Brothers commence un parcours d'exploitation assez faible à partir de son 3e jour. Le film récolte 154,5 millions de roupies (2 millions €) la semaine suivante, ce qui est presque égal à son activité du vendredi (152 millions). Néanmoins, grâce à son succès au deuxième jour, les revenues de fin du premier week-end se sont élevées à 520,8 millions de roupies. Le film tient le record du deuxième week-end le plus lucratif de l'année. Bajrangi Bhaijaan, avec 1 milliard de roupies, tient le record de 2015. Le film ne récolte que 648 millions (9 millions €) lors de sa première semaine en Inde, ce qui est un résultat médiocre en raison de la présence des vacances. La fréquentation de Brothers s'écroulent de 88% lors de son second week-end avec seulement 52,5 millions (700 000 €) de recettes. Les revenues du film en dix jours ne s'élèvent qu'à 698,3 millions de roupies (9,27 millions €). Brothers ne récolte que 800 000 roupies (10 000 €) le deuxième lundi et ne totalise que 6 millions (80 000 €) dans les quatre premiers jours de la deuxième semaine.

### À l'international
Brothers a eu peu de succès à l'étranger, mais ses recettes restent cependant honorables. Les revenues totaux s'élèvent à environ 2,4 millions $ le premier week-end, venant surtout des pays du Golfe (850 000 $ environ) et du Pakistan, mais après avoir récolté 400 000 $ aux États-Unis 175 000 £ au Royaume-Uni, le film ne fait pas mieux. Brothers récolte 3,6 millions $ après 12 jours d'exploitation à l'étranger.